# 労役
| ウィキペディアには「労役」という見出しの百科事典記事はありません（タイトルに「労役」を含むページの一覧/「労役」で始まるページの一覧）。 代わりにウィクショナリーのページ「労役」が役に立つかもしれません。 |